# David Harbour
David Harbour (Nova York, EUA, 10 d'abril de 1975) és un actor americà. Actualment, surt a la sèrie estatunidenca Stranger Things de Netflix com a paper principal policia Jim Hopper.

## Biografia
Harbour va néixer a Nova York i de petit va atendre a Bryam Hills High School a Armonk, Nova York, juntament amb altres actors com Sean Maher i Eyal Podell. Harbour es va graduar a la Universitat Dartmouth a Hanover, Nou Hampshire.

## Carrera
David Harbour va començar el seu començament professional a Broadway l'any 1999 en la reactivació de The Rainmaker va debutar a la televisió el 1999 en un episodi de Law & Order (Patsy), amb un rol d'un cambrer. Va aparèixer novament al 2002 en un episodi de Law & Oder: Unitats de Víctimes Especials. Va interpretar un rol recorrent com a agent MI6 Roger Anderson a la sèrie de televisió del canal ABC, Pan Am. Al 2005, va ser nominat a un premi Tony per la seva actuació en una producció de Who's Believers of Virginia Woolf?
És conegut pel seu rol d'agent de la CIA, Gregg Beam en Quantum of Solace, com Shep Campbell en Revolutionary Road, i com la font de Russell Crowe en State of Play. També va rebre elogis pel seu paper de Paul Devildis en un episodi de Law & Order: Criminal Intent, de 2009. Els seus altres crèdits cinematogràfics inclouen Brokeback Mountain, The Green Hornet, End of Watch i Between Us. El 2013, va exercir un petit paper d'un cap de doctor en la sèrie de televisió nord-americana Elementary. També ha tingut el paper recurrent d'Elliot Hirsch a The Newsroom entre el 2012 i el 2014.
El 2014 va interpretar el personatge recurrent del Dr. Reed Akley en la primera temporada de la sèrie drama històrica Manhattan.
Harbour juga actualment el paper principal del cap Jim Hopper a la sèrie original Netflix Stranger Things.
Harbour està interpretant el personatge del títol d'Hellboy en el reinici del film Hellboy.

## Filmografia

### Pel·lícules
| Any  | Títol                                          | Rol                                                | Notes |  |
| ---- | ---------------------------------------------- | -------------------------------------------------- | ----- |  |
| 2004 | Kinsey                                         | Robert Kinsey                                      |       |  |
| 2005 | Confess                                        | FBI Agent McAllister                               |       |  |
| 2005 | Brokeback Mountain                             | Randall Malone                                     |       |  |
| 2005 | War of the Worlds                              | Dock Worker                                        |       |  |
| 2006 | The Wedding Weekend                            | David                                              |       |  |
| 2007 | Awake                                          | Count Dracula                                      |       |  |
| 2008 | Revolutionary Road                             | Shep Campbell                                      |       |  |
| 2008 | Quantum of Solace                              | Gregg Beam                                         |       |  |
| 2009 | State of Play                                  | PointCorp Insider                                  |       |  |
| 2010 | Every Day                                      | Brian                                              |       |  |
| 2011 | The Green Hornet                               | D.A. Frank Scanlon                                 |       |  |
| 2011 | W.E.                                           | Ernest Simpson                                     |       |  |
| 2012 | End of Watch                                   | Van Hauser                                         |       |  |
| 2012 | Between Us                                     | Joel                                               |       |  |
| 2012 | Knife Fight                                    | Stephen Green                                      |       |  |
| 2013 | Snitch                                         | Jay Price                                          |       |  |
| 2013 | Parkland                                       | James Gordon Shanklin                              |       |  |
| 2014 | X/Y                                            | Todd                                               |       |  |
| 2014 | A Walk Among the Tombstones                    | Ray                                                |       |  |
| 2014 | L'equalitzador (The Equalizer)                 | Frank Masters                                      |       |  |
| 2015 | Black Mass                                     | John Morris                                        |       |  |
| 2016 | Suicide Squad                                  | Dexter Tolliver                                    |       |  |
| 2017 | Sleepless                                      | Doug Dennison                                      |       |  |
| 2019 | Frankenstein's Monster's Monster, Frankenstein | David Harbour III, David Harbour Jr., Frankenstein |       |  |
| 2019 | Hellboy                                        | Hellboy                                            |       |  |
| 2019 | Dhaka                                          | N/S                                                |       |  |
| 2020 | Black Widow                                    | Guardià Roig                                       |       |  |

### Televisió
| Any          | Títol                             | Rol                   | Notes                                         |
| ------------ | --------------------------------- | --------------------- | --------------------------------------------- |
| 1999         | Law & Order                       | Mike                  | Episodi: "Patsy"                              |
| 2002         | Law & Order: Special Victims Unit | Terry Jessup          | Episodi: "Dolls"                              |
| 2003         | Hack                              | Christopher Clark     | Episodi: "Presumed Guilty"                    |
| 2004         | Law & Order: Criminal Intent      | Wesley John Kenderson | Episodi: "Silver Lining"                      |
| 2006         | The Book of Daniel                | Kevin Warwick         | Episodi: "Acceptance"                         |
| 2008         | Law & Order                       | Jay Carlin            | Episodi: "Submission"                         |
| 2009         | Law & Order: Criminal Intent      | Paul Devildis         | Episodi: "Family Values"                      |
| 2009         | Lie to Me                         | Frank Ambrose         | Episodi: "The Better Half"                    |
| 2009         | Royal Pains                       | Dan Samuels           | Episodi: "It's Like Jamais Vu All Over Again" |
| 2011–2012    | Pan Am                            | Roger Anderson        | 6 episodis                                    |
| 2012–2014    | The Newsroom                      | Elliot Hirsch         | 10 episodis                                   |
| 2013         | Elementary                        | Dr. Mason Baldwin     | Episodi: "Lesser Evils"                       |
| 2014         | Rake                              | David Potter          | 11 episodis                                   |
| 2014         | Manhattan                         | Dr. Reed Akley        | 10 episodis                                   |
| 2014–2015    | State of Affairs                  | David Patrick         | 13 episodis                                   |
| 2015–2016    | Banshee                           | Robert Dalton         | 2 episodis                                    |
| 2016–present | Stranger Things                   | Chief Jim Hopper      | 8 episodis                                    |
| 2016         | Crisis in Six Scenes              | Vic                   | Episodi: "#1.2"                               |

### Teatre
| Any       | Títol                                   | Rol                    | Notes |
| --------- | --------------------------------------- | ---------------------- | ----- |
| 1999      | The Rainmaker                           | Noah Curry             |       |
| 2001      | The Invention of Love                   | Moses John Jackson     |       |
| 2005      | Who's Afraid of Virginia Woolf?         | Nick                   |       |
| 2006–2007 | The Coast of Utopia: Part 1 – Voyage    | Nicholas Stankevich    |       |
| 2006–2007 | The Coast of Utopia: Part 2 – Shipwreck | George Herwegh         |       |
| 2007      | The Coast of Utopia: Part 3 – Salvage   | Doctor at the Seashore |       |
| 2010–2011 | The Merchant of Venice                  | Bassanio               |       |
| 2012–2013 | Glengarry Glen Ross                     | John Williamson        |       |